# Pyrrhia marginata
Pyrrhia marginata är en fjärilsart som beskrevs av Don. 1796. Pyrrhia marginata ingår i släktet Pyrrhia och familjen nattflyn. Inga underarter finns listade.